# De Geer-morän

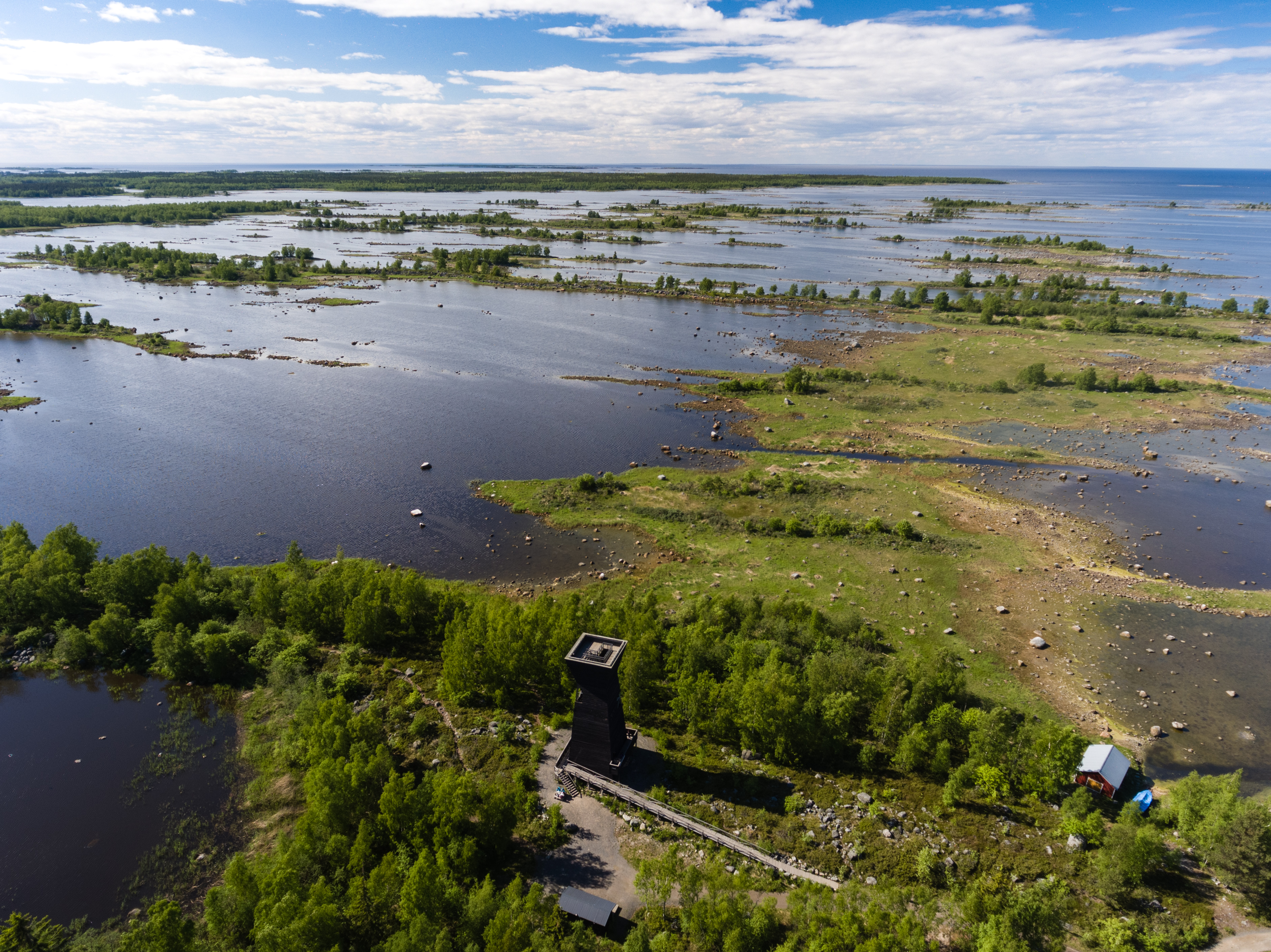
De Geer-moräner i Kvarken, utanför Svedjehamn på Björkö.

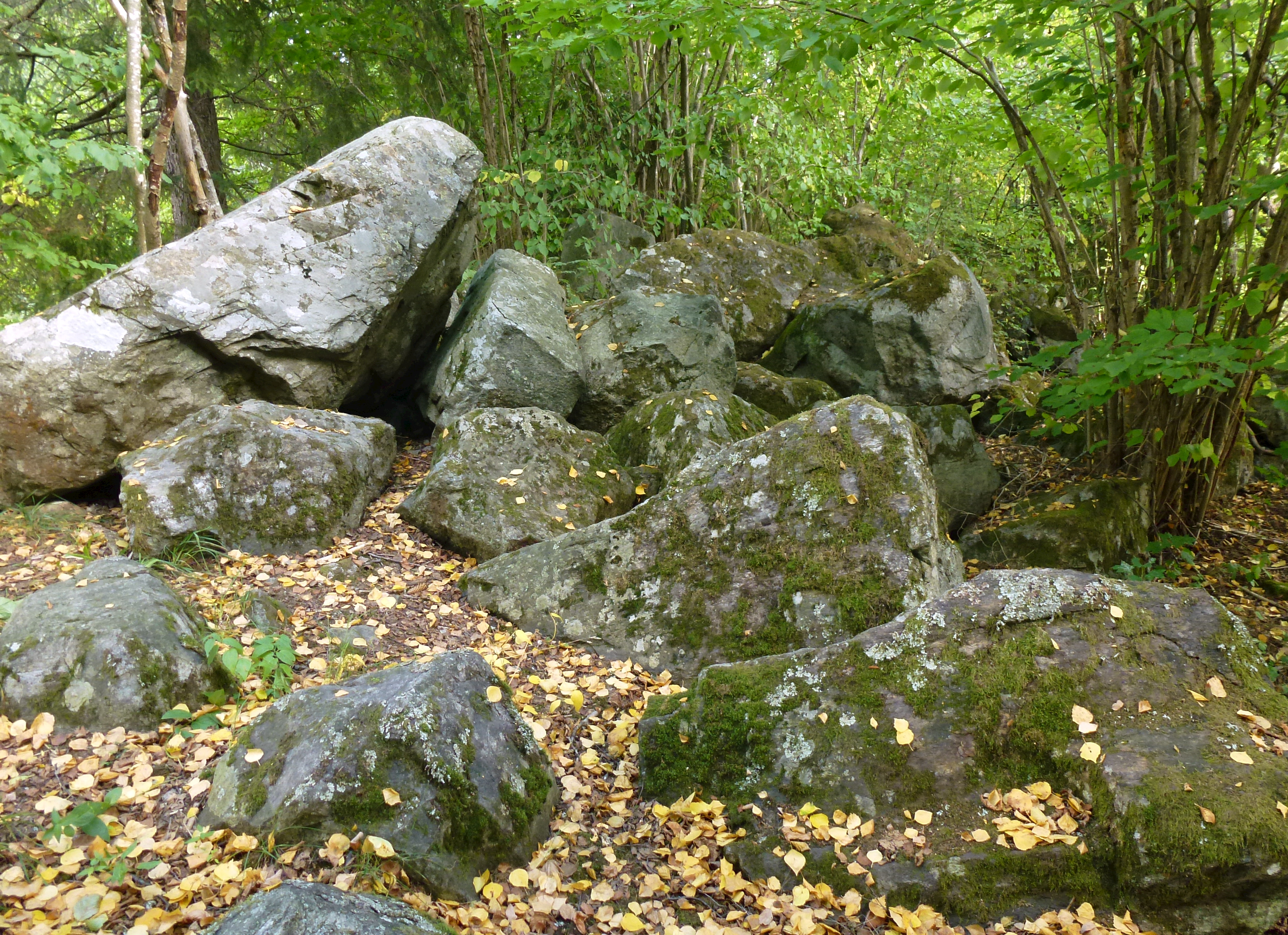
De Geer-morän i Judarskogens naturreservat, västra Stockholm

De Geer-morän är en typ av morän som är nära besläktad med ändmoränen. De Geer-moränen har troligen formats i sprickor som gick parallellt med iskanten under vattenytan. Moränryggarna är ofta ett antal hundra meter långa och cirka 5 meter höga och ofta blockiga i ytan.
De Geer-moräner är vinkelräta mot isens rörelseriktning.

## Förekomst i Sverige
De Geer-moräner förekommer allmänt i Sverige i områden under den högsta kustlinjen, till exempel i Närke, Västmanland, Södermanland och längs Norrbottens kust. Moräntypen har fått sitt namn efter den svenske geologen Gerard De Geer som undersökte och förklarade fenomenet i början av 1900-talet vid sjön Judarn i Bromma, där de är klassade som riksintresse.